# Dendrobium revolutum
Dendrobium revolutum là một loài thực vật có hoa trong họ Orchidaceae.